# Bitter Lemon

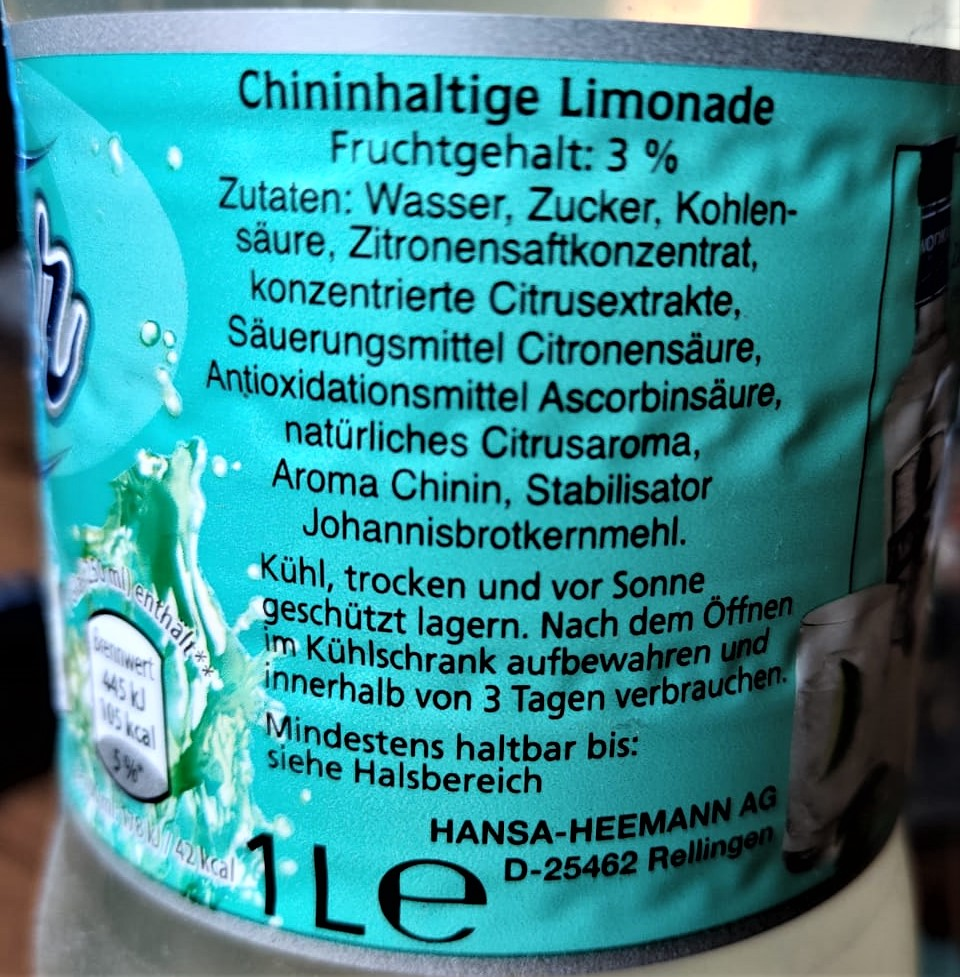
Chininhaltige Limonade

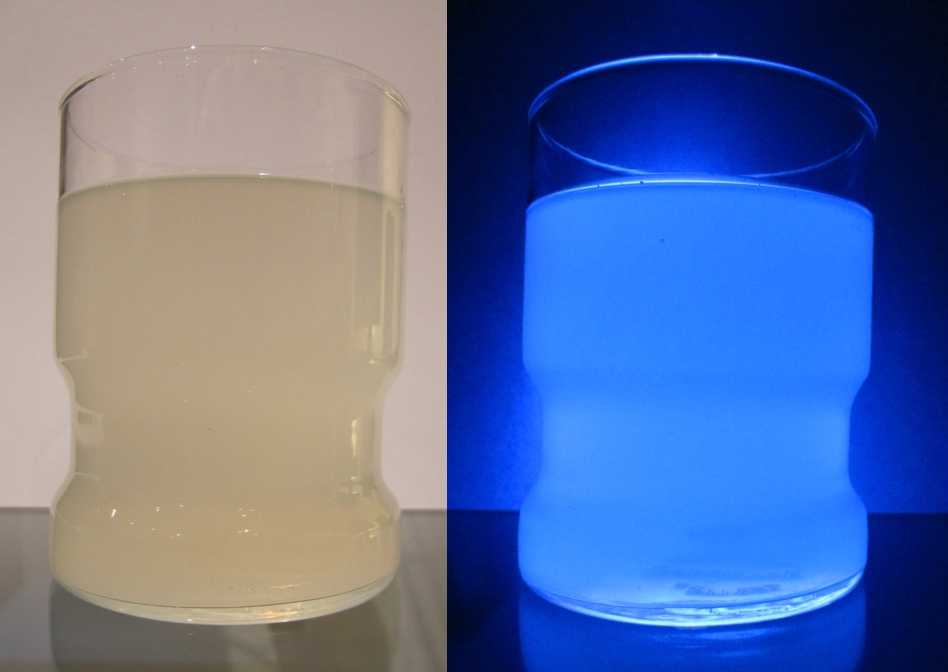
Bitter Lemon bei normalem und unter UV-Licht; das enthaltene Chinin lässt die Flüssigkeit leuchten.

Bitter Lemon (anhörenⓘ) (englisch für „Bittere Zitrone“) ist ein mit Kohlensäure versetztes, chininhaltiges, milchig-trübes Erfrischungsgetränk, das zu den Bitterlimonaden zählt.

## Historische Bedeutung
Das Getränk wurde ursprünglich aus Zitronen hergestellt. In den handelsüblichen Marken werden heute allerdings höchstens einige Prozent Zitronensaft zugesetzt oder als Ersatzstoffe Citronensäure, natürliche und künstliche Aromen. Bitter Lemon schmeckt durch den Zusatz von bis zu 85 Milligramm Chinin pro Liter bitter. In dem unter der Marke Schweppes vertriebenen Bitter Lemon sind 34 mg Chinin pro Liter enthalten.
Bitter Lemon wurde früher, genauso wie Tonic Water, von den Kolonialmächten zur Vorbeugung gegen Malaria verwendet. Der Chinin-Gehalt ist heute weitaus geringer, weshalb eine wirksame Vorbeugung gegen Malaria nicht mehr gegeben ist.

## Gesundheitliche Risiken
Wenn chininhaltige Getränke während einer Schwangerschaft getrunken werden, kann der Säugling von Chinin abhängig werden, was sich nach der Geburt durch starke Entzugserscheinungen deutlich macht. Außerdem kann das Chinin die Wehen einleiten, da es gebärmutterstimulierend wirkt.
Auch Patienten mit Tinnitus sollen nach Angaben des deutschen Bundesinstituts für Risikobewertung größere Mengen chininhaltiger Getränke meiden. Bei Überempfindlichkeit können bereits kleine Mengen Chinin verschiedenste Reaktionen, wie zum Beispiel gastrointestinale (den Verdauungstrakt betreffende) oder neurologische (das Nervensystem betreffende) Störungen – etwa Sehstörungen und Verwirrtheit – bewirken.

## Verwendung im Sport
Chinin begünstigt die kurzzeitige anaerobe Sprint-Leistungsfähigkeit vor allem im Sprint bis ca. 10 Sekunden. Im anaeroben Wingate-Test war die Leistung nach Mundspülung und Schlucken einer Chininlösung (2 mmol Chinin auf 1 Liter Wasser) bei gut trainierten Sportlern um signifikante 3,5 bis 3,7 % besser als ohne. Dies entspricht ca. der achtfachen Stärke von Schweppes Bitter Lemon.  Die Menge an aufgenommener Flüssigkeit richtete sich nach dem Körpergewicht der ausschließlich männlichen Sportler und betrug 0,36 ml/kg Körpergewicht, was zwischen 25 und 35 ml entsprach. Chinin steht nicht auf dem Dopingindex.